# Drosophila picea
Drosophila picea este o specie de muște din genul Drosophila, familia Drosophilidae, descrisă de Hardy în anul 1978. Conform Catalogue of Life specia Drosophila picea nu are subspecii cunoscute.